# هجران کا خانگاه
هجران کا خانگاه یک بنای تاریخی و اسلامی در جنوب دهلی و در کشور هند است. هجران کا خانگاه به معنای «عقب‌نشینی معنوی صوفی‌گرایانه برای عارفان» است. واژهٔ هجران یا هجرا در سرتاسر هند بیشتر به معنای یک زن تراجنسی است. این یکی از بناهای تاریخی بسیاری است که در دهکده مهرولی در پارک باستان‌شناسی شهر دهلی واقع شده‌است. این بنا در شاهجان آباد (دهلی نو قدیمی) قرار دارد.
هجران کا خانگاه مربوط به دوره پیشامغولی و وابسته به دودمان لودی می‌شود. خیلی از مقبره‌ها و گورهای این بنا متعلق به خواجه‌های آن دوران می‌شود.
خانگاه یک واژهٔ فارسی است. این بنا در اصل محلی برای مسلمانان و صوفیان بوده که در آن کنشگری‌هایشان را انجام می‌دادند

## هجراها

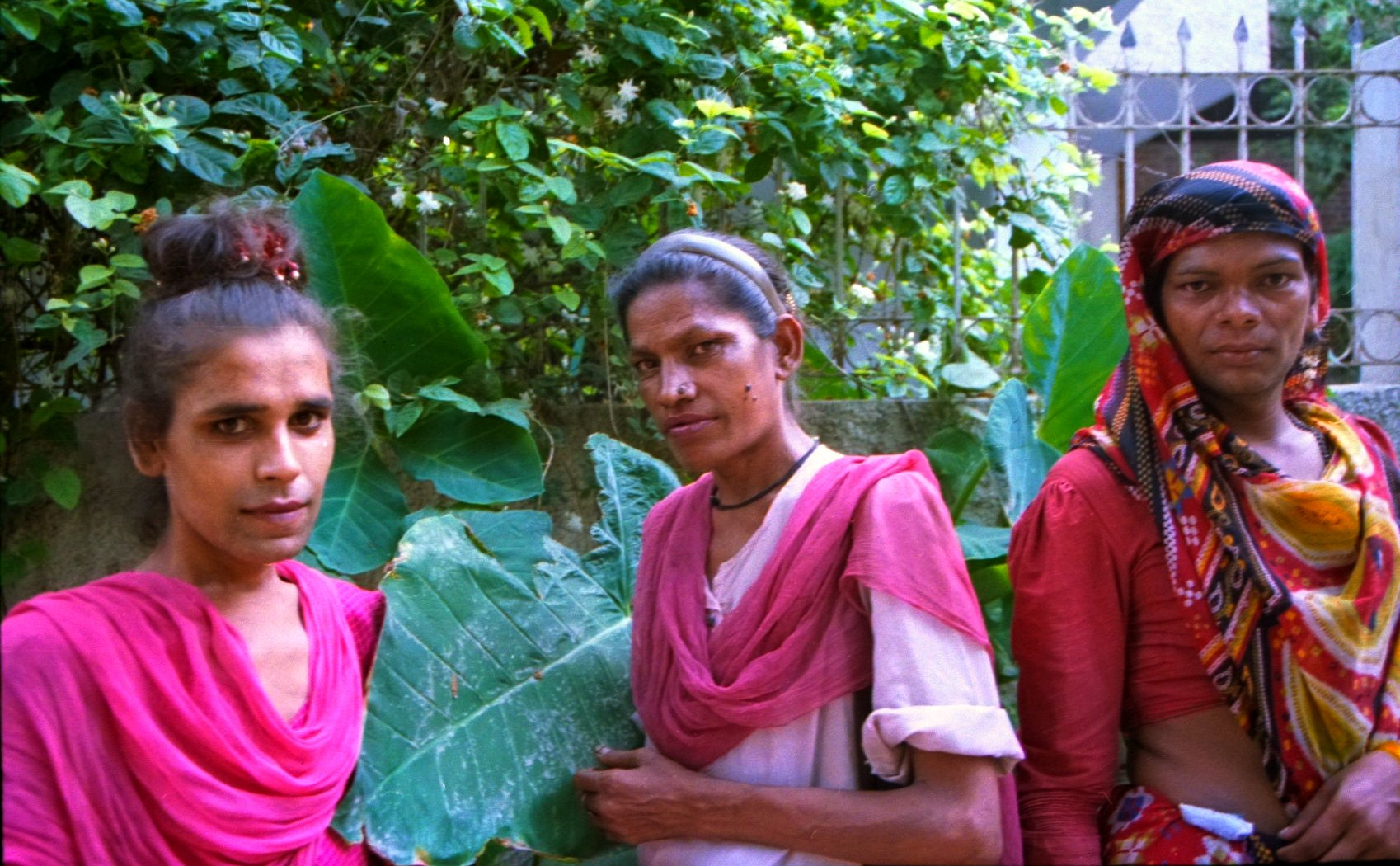
هجراهای دهلی

هجراها عموماً یک گروه معنوی و اجتماعی خود سازمان یافته (چه در روایات مذهبی هندو و چه مسلمان) زنان تراجنسیتی در شمال هند هستند، در عین زمان هم می‌توان گفت که در گذر زمان خواجه‌های عقیم شده هم با نام هجرا یاد می‌شدند. هردو گروه هجرا و خواجه در ادبیات هند یاد شده‌اند. در سرودهٔ حماسی هندی مهاباراتا از هجرایی به نام شیخندی گفته شده. البته در این داستان هجرا زن تراجنسیتی نبوده و به یک مرد خواجه اشاره می‌شود.

## ساختمان

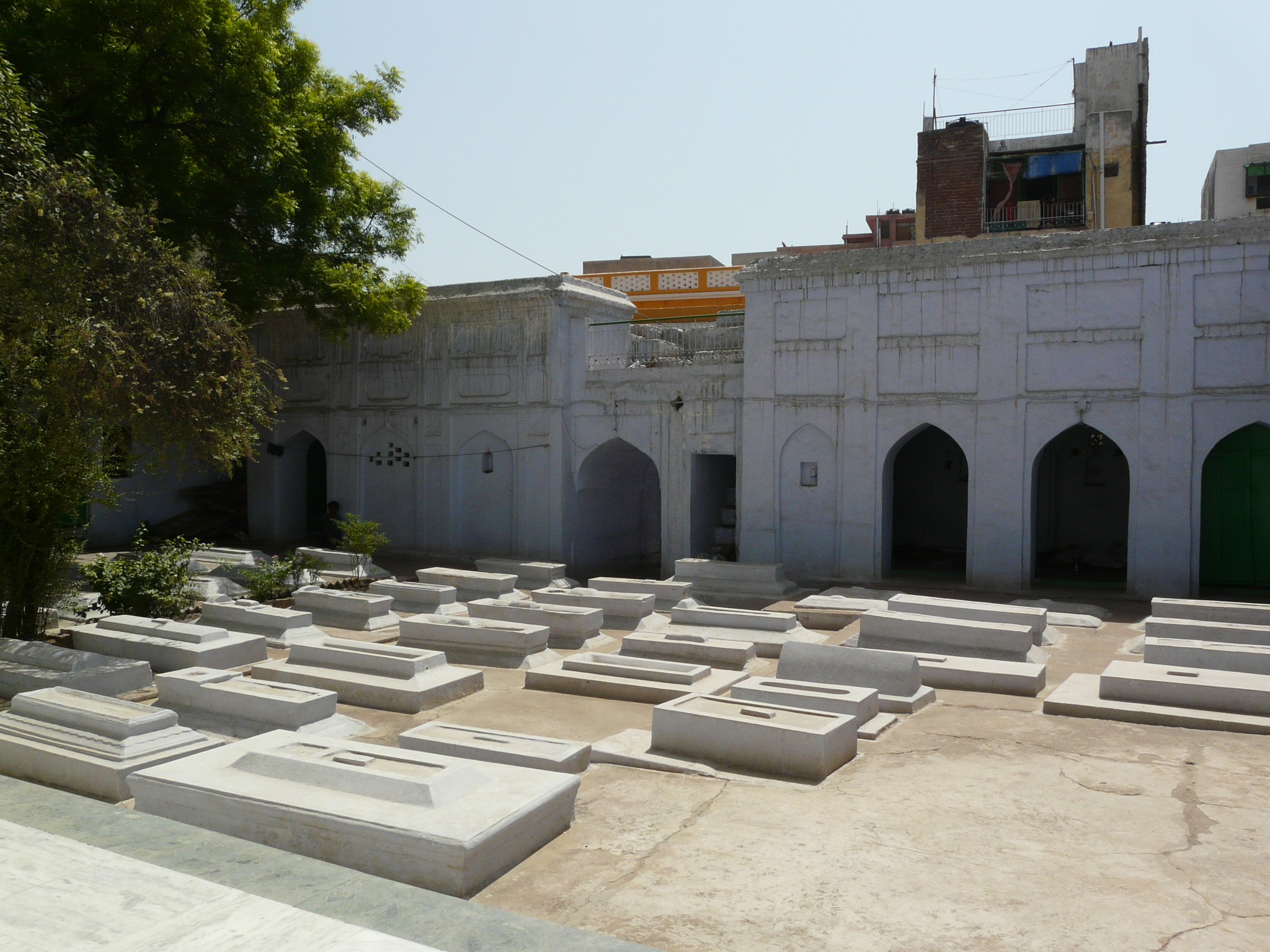
مقبره خواجه‌ها در هجران کا خانگاه

## دسترسی
این بنای تاریخی در ۱۷ کیلومتری ایستگاه قطار دهلی نو واقع گردیده‌است.